# Deposito locomotive di Gniezno

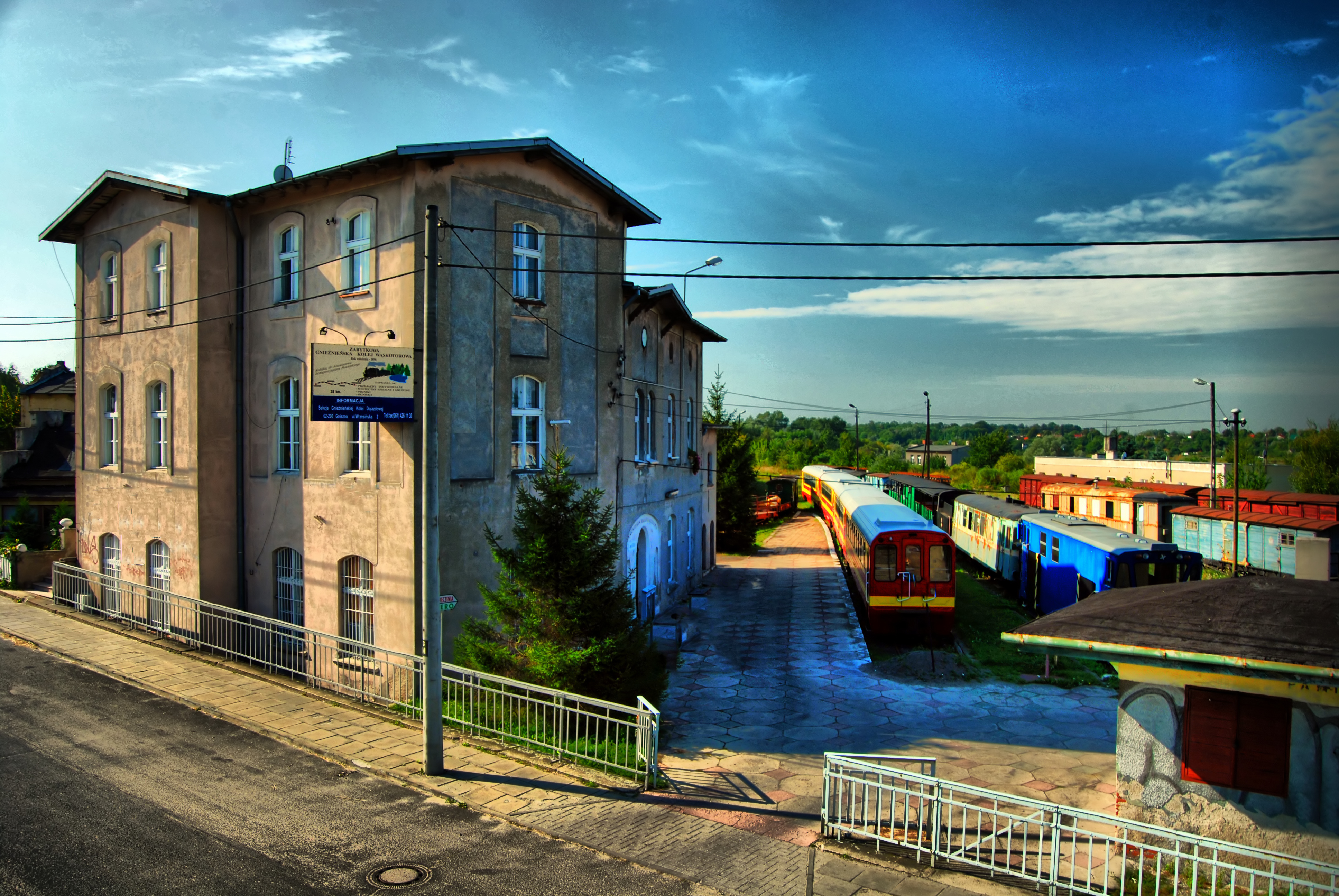
Il deposito di Gniezno

Il deposito locomotive di Gniezno è un deposito ferroviario e un monumento storico risalente al XIX secolo presente nella città di Gniezno, nel voivodato della Grande Polonia, in Polonia. La sua costruzione risale al 1888 accanto alla stazione ferroviaria della città di Gniezno. Il deposito è stato disattivato nel 2009 e in seguito abbandonato.